# Dillenia castaneifolia
Dillenia castaneifolia är en tvåhjärtbladig växtart som beskrevs av Ugolino Martelli. Dillenia castaneifolia ingår i släktet Dillenia och familjen Dilleniaceae. Inga underarter finns listade i Catalogue of Life.